# احتفالات قديس الشفيع في بورتوريكو

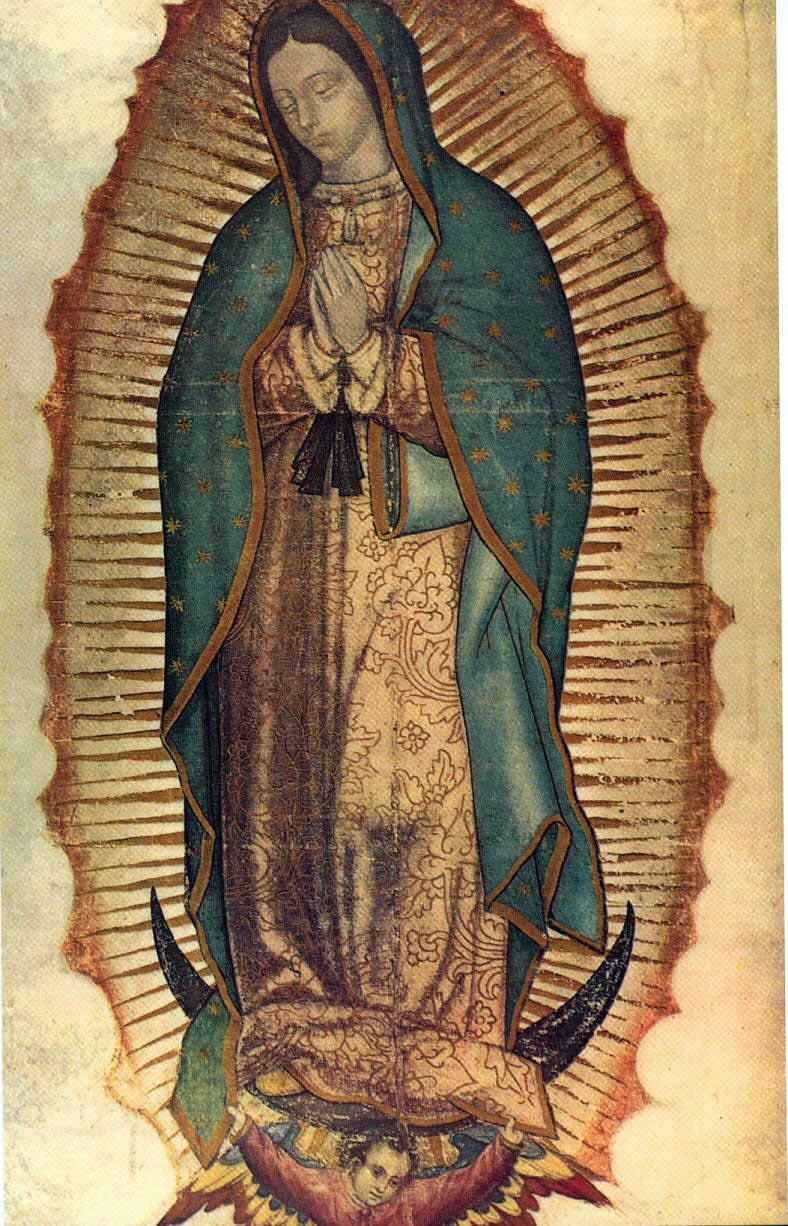

احتفالات قديس الشفيع في بورتوريكو (بالإسبانيَّة: Fiestas patronales en Puerto Rico) هي احتفالات سنوية تُقام في كل بلدية ومدينة في جزيرة بورتوريكو. كما هو الحال في بلدان أخرى، تتأثر احتفالات القديس الشفيع بشدة بالثقافة الإسبانية والتفاليد الهسبانية، وهي مكرسة عادةً على شرق القديسين الكاثوليك أو مريم العذراء. وتشمل الاحتفالات عادةً مواكب دينية تكريماً لتراثها الكاثوليكي. ومع ذلك، تم دمج عناصر الثقافة الأفريقية والمحلية أيضًا. كما وتتميز الاحتفالات بالعروض والألعاب وركوب الألعاب الترفيهية والمأكولات الإقليمية والمحلية والترفيه الحي.